# 이철승 (탁구 선수)
이철승(李哲承, 1972년 6월 29일~)은 대한민국의 탁구 선수, 지도자이다. 1992년과 1996년 하계 올림픽에서 복식 동메달을 획득하였다. 은퇴후 대한민국 남자 탁구 국가대표팀의 코치와 삼성생명 탁구단의 감독을 맡았다.

## 서훈
- 체육훈장 맹호장(2017년 10월 17일)
- 체육훈장 거상장(1992년 8월 13일)